# Mario de Leon Baltazar
Mario de Leon Baltazar OP (* 1. September 1926 in Bayombong, Nueva Vizcaya, Philippinen; † 9. Juli 2012 in Manila) war römisch-katholischer Geistlicher und Prälat der Territorialprälatur Batanes und Babuyan-Inseln.

## Leben
Mario de Leon Baltazar trat der Ordensgemeinschaft der Dominikaner bei und legte am 14. September 1944 Profess ab. Er empfing nach seiner theologischen und philosophischen Ausbildung am 8. März 1952 in der ordenseigenen Rosaryhill School in Hongkong die Priesterweihe. Er war langjährig als Priester in der Seelsorge tätig.
Papst Paul VI. ernannte ihn am 18. November 1966 zum Prälaten der Territorialprälatur Batanes und Babuyan-Inseln, die Amtseinführung erfolgte am 7. Januar 1967. 1995 nahm Papst Johannes Paul II. sein aus gesundheitlichen Gründen vorgebrachtes Rücktrittsgesuch an.
Er starb an den Folgen eines Herzinfarkts im Hospital der Päpstlichen und Königlichen Universität des heiligen Thomas von Aquin in Manila (UST).
Mario de Leon Baltazar hatte Lizentiate in Bibelstudien (Licentiate in Sacred Scripture S.S.L.) sowie Sakramentenlehre (Licentiate of Sacred Theology L.S.T.) inne. Er veröffentlichte das dreibändige Werk "Treasures Old and New" mit einer Sammlung von Homilien; das Werk wurde mit dem Catholic Authors Award 2002 und dem  ECBA Award 2004 ausgezeichnet.